# Rio Fântâniţa (Valea Cerbului)
O Rio Fântâniţa é um rio da Romênia, afluente do Valea Cerbului, localizado no distrito de Prahova.